# Terry Downes
Terry Downes (* 9. Mai 1936 in Paddington (London); † 6. Oktober 2017) war ein britischer Boxer und Filmschauspieler. Er war Weltmeister der Berufsboxer im Mittelgewicht.

## Werdegang
Terry Downes wurde nach kurzer Amateurzeit, in der er keine nennenswerten Ergebnisse erzielte, im Alter von 21 Jahren Berufsboxer. Sein Manager wurde Sam Burns. Er bestritt seinen ersten Kampf am 9. April 1957 in London und schlug dabei seinen Landsmann Peter Longo in der 1. Runde KO. Bereits in seinem dritten Kampf traf er auf Dick Tiger, einen in England lebenden Nigerianer, gegen den er in der 5. Runde durch techn. KO verlor. Dick Tiger war zum Zeitpunkt dieser Begegnung bereits fünf Jahre lang Berufsboxer und daher viel erfahrener als Terry Downes. Er besaß zu diesem Zeitpunkt aber noch keinen Titel. Später wurde er Weltmeister und einer der besten Mittelgewichtsboxer, die jemals im Ring standen.
Diese Niederlage warf Terry Downes nur kurz zurück. Am 15. April 1958 und am 3. Juni 1958 besiegte er in London zwei bekannte Boxer, den früheren Weltranglisten-Ersten im Mittelgewicht Tuzo Portuguez aus Puerto Rico und den früheren Britisch Empire Champion im Mittelgewicht Pat McAteer. Mit diesen Siegen machte er einen gewaltigen Schritt nach vorne. Am 30. September 1958 besiegte er dann in London Phil Edwards durch techn. KO in der 13. Runde und wurde damit nach nur knapp anderthalbjähriger Profizeit britischer Mittelgewichtsmeister.
Kurz nach diesem Erfolg musste Terry Downes zwei Rückschläge in Kauf nehmen. Er verlor am 9. Dezember 1958 in London gegen den US-Amerikaner Spider Webb durch techn. KO in der 8. Runde und am 24. Februar 1959 in London gegen den Franzosen Michel Diouf durch KO in der 5. Runde. Besonders diese Niederlage tat weh, denn Diouf zählte keineswegs zu den internationalen Spitzenboxern und war eigentlich als Aufbaugegner für Terry Downes gedacht. Außerdem verlor er nach einer siebenmonatigen Kampfpause am 15. September 1959 in London im Kampf um den Mittelgewichtstitel des Britischen Empires und um die Britische Meisterschaft im Mittelgewicht gegen den Schotten John McCormack durch Disqualifikation in der 8. Runde. In der Revanchebegegnung am 3. November 1959, wieder in London, in der es wieder um die vorgenannten Titel ging, gewann er aber über John McCormack durch techn. KO in der 8. Runde.
Am 11. Oktober 1960 besiegte Terry Downes in London in einem Kampf, in dem es um das Herausforderungsrecht an den amtierenden Weltmeister im Mittelgewicht Paul Pender ging, den erfahrenen ehemaligen Mittelgewichts-Weltmeister, den US-Amerikaner Joey Giardello nach zehn Runden nach Punkten. Dies war einer der bemerkenswertesten Siege in der Laufbahn von Terry Downes. Am 14. Januar 1961 kämpfte dann Terry Downes in Boston/Mass. gegen den US-amerikanischen Weltmeister Paul Pender um dessen Titel im Mittelgewicht. Paul Pender gewann diesen Kampf nach 15 Runden nach Punkten. Ein halbes Jahr später, am 11. Juli 1961, gewann Terry Downes in London die Revanche gegen Paul Pender durch techn. KO in der 10. Runde und war damit neuer Weltmeister im Mittelgewicht.
Die Duelle Downes gegen Pender gingen aber weiter und am 7. April 1962 nahm Paul Pender Terry Downes in Boston durch einen Punktsieg nach 15 Runden den Weltmeistertitel wieder ab. Nach einem Sieg über Don Fullmer aus den USA, am 22. Mai 1962 in London, besiegte Terry Downes am 25. September 1962 in London auch Sugar Ray Robinson aus den Vereinigten Staaten über zehn Runden nach Punkten. Robinson war zum Zeitpunkt des Kampfes bereits 41 Jahre alt, war aber immer noch in hervorragender Verfassung. Der Sieg von Terry Downes über Robinson war hoch verdient und eine großartige Leistung. Robinson wird noch heute von den meisten Box-Experten als der beste Boxer der Welt im Mittelgewicht angesehen, der jemals im Ring stand.
Am 13. November 1962 gelang Terry Downes der letzte Sieg gegen einen international hochrangigen Gegner. Er besiegte der US-Amerikaner Phil Moyer in London durch techn. KO in der 9. Runde. Am 30. November 1964 erhielt er dann überraschenderweise noch einmal die Chance, um einen Weltmeistertitel zu boxen. Er stand in Manchester dem Titelverteidiger Willie Pastrano aus den Vereinigten Staaten gegenüber. Es ging dabei um den WBC- und den WBA-Titel im Halbschwergewicht. Pastrano gewann diesen Kampf durch techn. KO in der 11. Runde.
Nach diesem Kampf beendete Terry Downes, der ein ausgesprochen gut aussehender Boxer war, der eine hervorragende Technik mit einem soliden Punch vereinte, wie seine 29 vorzeitigen Siege beweisen, seine Boxerkarriere. Er war erst 28 Jahre alt, hat aber, im Gegensatz zu manch anderem Boxer, den richtigen Zeitpunkt zum Rücktritt gefunden. Später erklärte er zu seinem letzten Kampf und dem Karriereende: „Ich war so gut, wie ich konnte. Da ich diesen Kampf nicht gewinnen konnte, hätte es danach nur noch bergab gehen können.“

## Schauspielkarriere
Terry Downes wirkte in der Zeit von 1958 bis 1990 an mindestens 19 Film- und Fernsehproduktionen mit. Er spielte dabei oftmals körperbetonte Figuren, etwa den Schurken oder dessen Handlanger, gelegentlich andere Figuren wie etwa Polizisten. Seine wahrscheinlich bekannteste Filmrolle wurde die des Buckligen Koukol in Roman Polańskis Horrorkomödie Tanz der Vampire aus dem Jahr 1967.

## Privates
Downes war mit seiner Ehefrau Frau Barbara von 1958 bis zu seinem Tod verheiratet. Sie lebten in Oxhey, Hertfordshire, sie bekamen fünf Kinder und hatten zum Zeitpunkt von Downes’ Tod acht Enkelkinder. Er starb im Oktober 2017 im Alter von 81 Jahren.

## Filmografie (Auswahl)
- 1958: Murder Bag (Fernsehserie, Folge 2x25)
- 1965: Sherlock Holmes’ größter Fall (A Study in Terror)
- 1967: Die Falle von Singapur (Five Ashore in Singapore)
- 1967: Tanz der Vampire (The Fearless Vampire Killers)
- 1968: … unterm Holderbusch (Here We Go Round the Mulberry Bush)
- 1976–1978: Gangsters (Fernsehserie, 6 Folgen)
- 1979: The Golden Lady
- 1981: Im Wald, da sind… (If You Go Down in the Woods Today)
- 1981: Schieß in den Wind, Ho (The Chinese Detective, Fernsehserie, 2 Folgen)
- 1983: Jack of Diamonds (Fernsehserie, 2 Folgen)
- 1985: Dempsey & Makepeace (Fernsehserie, Folge 2x10)
- 1986: Caravaggio
- 1990: The Bill (Fernsehserie, Folge 6x11)